# شهرستان گانیو
شهرستان گانیو (به لاتین: Ganyu District) یک منطقهٔ مسکونی در چین است که در لیانیانگانگ واقع شده‌است. شهرستان گانیو ۱٬۳۶۳ کیلومتر مربع مساحت و ۹۴۹٬۴۰۰ نفر جمعیت دارد.